# Keb’ Mo’
Keb' Mo' (ur. 3 października 1951 w Los Angeles jako Kevin Moore) – amerykański bluesowy wokalista, gitarzysta oraz autor tekstów.
Keb’ Mo’ został zainspirowany muzyką Roberta Johnsona. Jego rodzice pochodzą z Teksasu i Luizjany, od dziecka wpajali w nim uznanie dla bluesa i gospel. The Blues is my history, my culture (z ang. Blues jest moją historią i kulturą), powiedział Keb’ Mo’ w jednym z wywiadów.

## Dyskografia
- Rainmaker (1980) jako „Kevin Moore”
- Keb' Mo' (7 czerwca 1994)
- Just Like You (18 czerwca 1996) – Best Contemporary Blues Album 1997
- Slow Down (25 sierpnia 1998) – Best Contemporary Blues Album 1999
- The Door (3 października 2000)
- Big Wide Grin (16 maja 2000)
- Martin Scorsese Presents the Blues: Keb' Mo' (19 września 2003)
- Keep It Simple (10 lutego 2004) – Best Contemporary Blues Album 2005
- Peace... back by popular demand (21 września 2004)
- Suitcase (13 czerwca 2006)